# Grań Apostołów
Der Apostelgrat (polnisch Grań Apostołów) ist ein Bergmassiv in der Hohen Tatra mit einer Höhe von ca. 2100 m n.p.m. in Polen.

## Lage und Umgebung
Unterhalb des Gipfels liegt der Bergsee Meerauge im Fischseetal.
Nachbargipfel ist die Kleine Froschspitze (Żabi Szczyt Niżni). Nach Westen hin fällt er zum Bergsee Meerauge hinab.

## Etymologie
Der Name Grań Apostołów lässt sich als Apostel Grat übersetzen, da die Türme des Grats an die Apostel erinnern. Sieben von ihnen sind mit römischen Zahlen von Westen nach Osten bezeichnet als Apostel I bis Apostel VII.

## Tourismus
Der Apostelgrat liegt auf keinem markierten Wanderweg, war jedoch bei Kletterern sehr beliebt. Seit 1979 ist das Klettern auf dem Apostelgrat nicht mehr erlaubt.

## Belege
- Zofia Radwańska-Paryska, Witold Henryk Paryski, Wielka encyklopedia tatrzańska, Poronin, Wyd. Górskie, 2004, ISBN 83-7104-009-1.
- Tatry Wysokie słowackie i polskie. Mapa turystyczna 1:25.000, Warszawa, 2005/06, Polkart, ISBN 83-87873-26-8.